# Puerta del Noreste
La Puerta del Noreste (en inglés: The Northeast Gate) es el único cruce fronterizo que conecta la Base Naval de la Bahía de Guantánamo (Estados Unidos) con la ciudad de Boquerón (Cuba), el paso es limitado desde 1962, y solo está permitido para trabajadores cubanos principalmente de las ciudades cercanas de Guantánamo y Caimanera.
El pase está controlado por la Guardia Costera de los Estados Unidos y las Fuerzas Armadas Revolucionarias de Cuba. El cruce se activó en 1903 luego de la transferencia de la base naval de Guantánamo de Cuba a los Estados Unidos, como un punto de control para el acceso a la base naval; Tras la toma de posesión del gobierno de Fidel Castro en 1959 luego de la revolución cubana y la posterior crisis de los misiles en 1962, se convirtió en una verdadera frontera terrestre de facto.

## Historia
La base militar del lado estadounidense durante la década de 1970 era constantemente atacada con piedras lanzada desde el sector cubano. Desde la parte alta de la colina en Boquerón los cubanos solían poner luces para fastidiar a los estadounidenses, estos últimos armaron un emblema luminoso con la frase en latín Semper Fidelis (en español, siempre fiel) del emblema del Cuerpo de Marines de los Estados Unidos para contrarrestar el acto cubano. En la parte inferior de la puerta existe una zona de tierra de nadie con pequeñas chozas abandonadas.

## Descripción

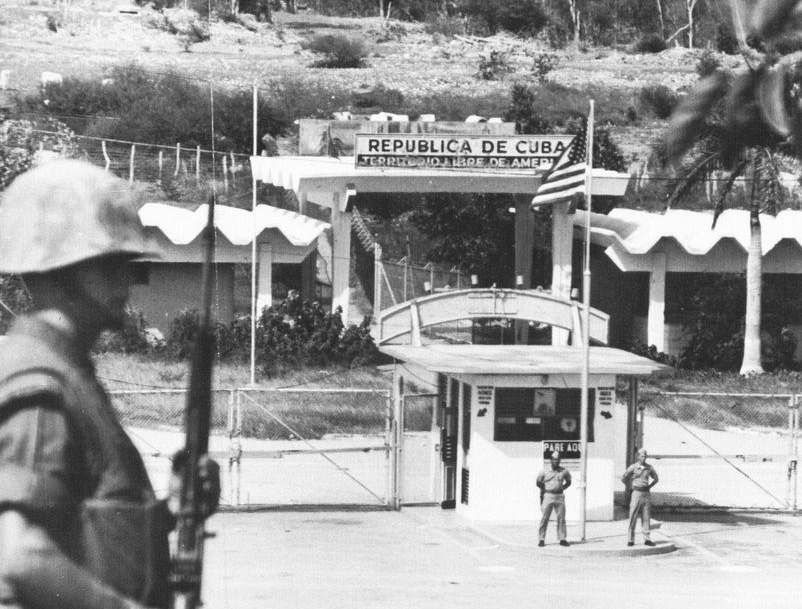
Militares estadounidense vigilan la Puerta del Noreste en 1969.

### Valla
El portón fue reforzado con una valla perimetral. Durante la Guerra Fría el espacio intermedio estaba minado y varias minas siguen activas en el lado cubano. El portón es el único acceso de la valla y a sus lados hay cuarteles militares de sus respectivos países.
Los trabajadores cubanos tenían pase libre hasta 2012. Los guardias de ambos lados solían tacharlos de «imperialistas» y «comunistas» respectivamente, a pesar de eso, varios decidieron quedarse en la base como refugiados.

### Uso en tiempos de paz
Los altos cargos militares estadounidenses y cubanos se suelen reunir cada cierto tiempo en la puerta, los turistas visitan la puerta y se toman fotos en un letrero gigante del lado cubano que dice «Cuba es el único territorio libre en las Américas». Tras el deshielo cubano hubo intenciones de llegar a un acuerdo para relajar el pase para fines educativos.
Las fuerzas armadas de ambos países llegaron a un acuerdo de ayudarse mutuamente en caso de una catástrofe en la isla. La única vez que se activó ese protocolo fue durante el Huracán Matthew, cuando el Hospital de la Base Naval fue puesto a disposición de los cubanos y personal civil dentro de la base fue trasladada al interior de Cuba.

## Galería

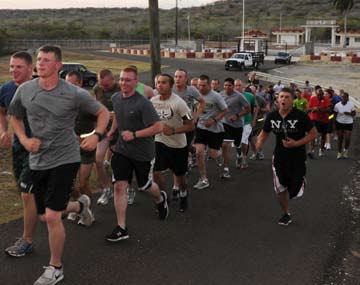
Soldados estadounidenses trotando, al fondo de la puerta.
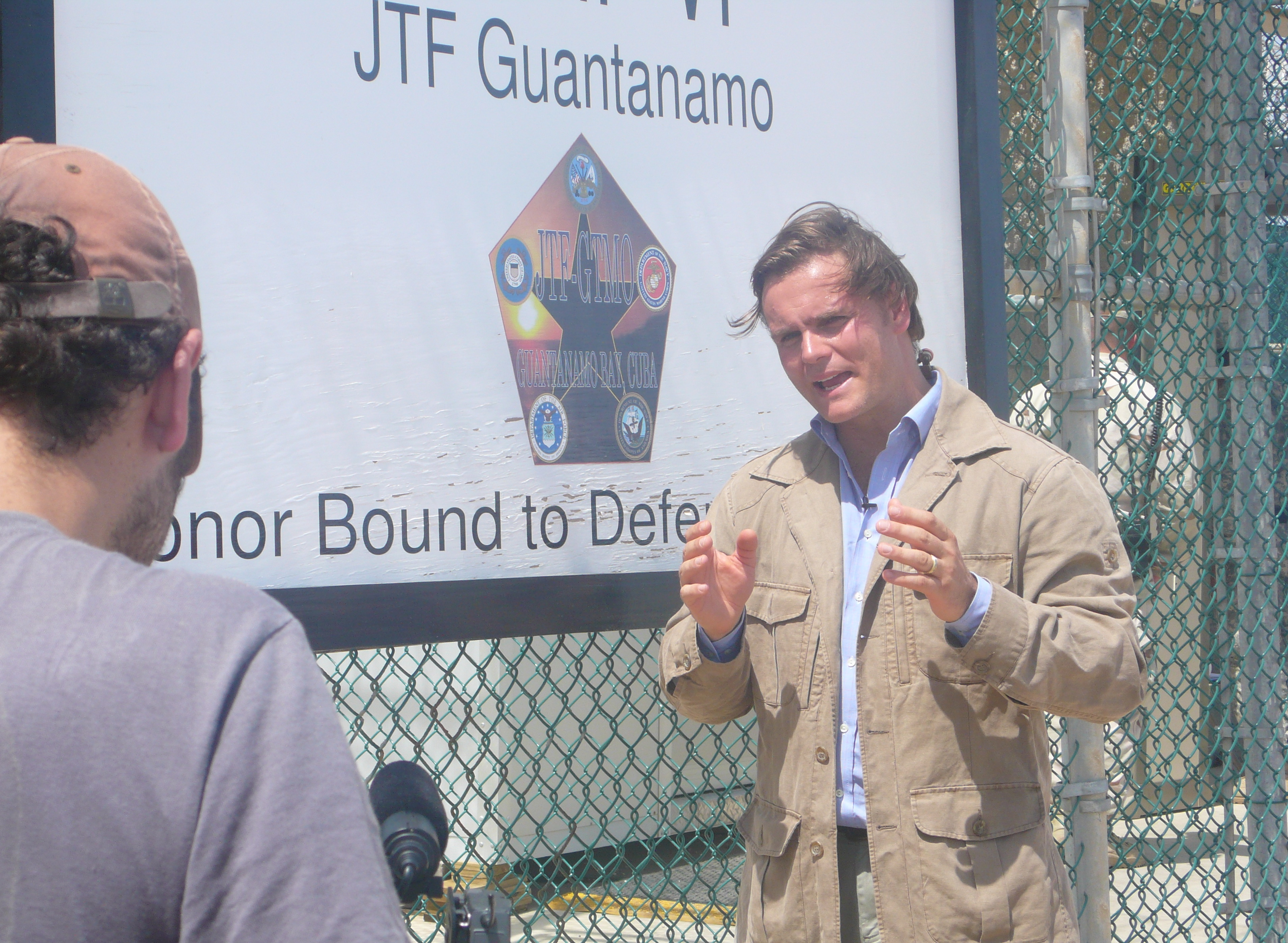
Periodista en la entrada estadounidense de la puerta.
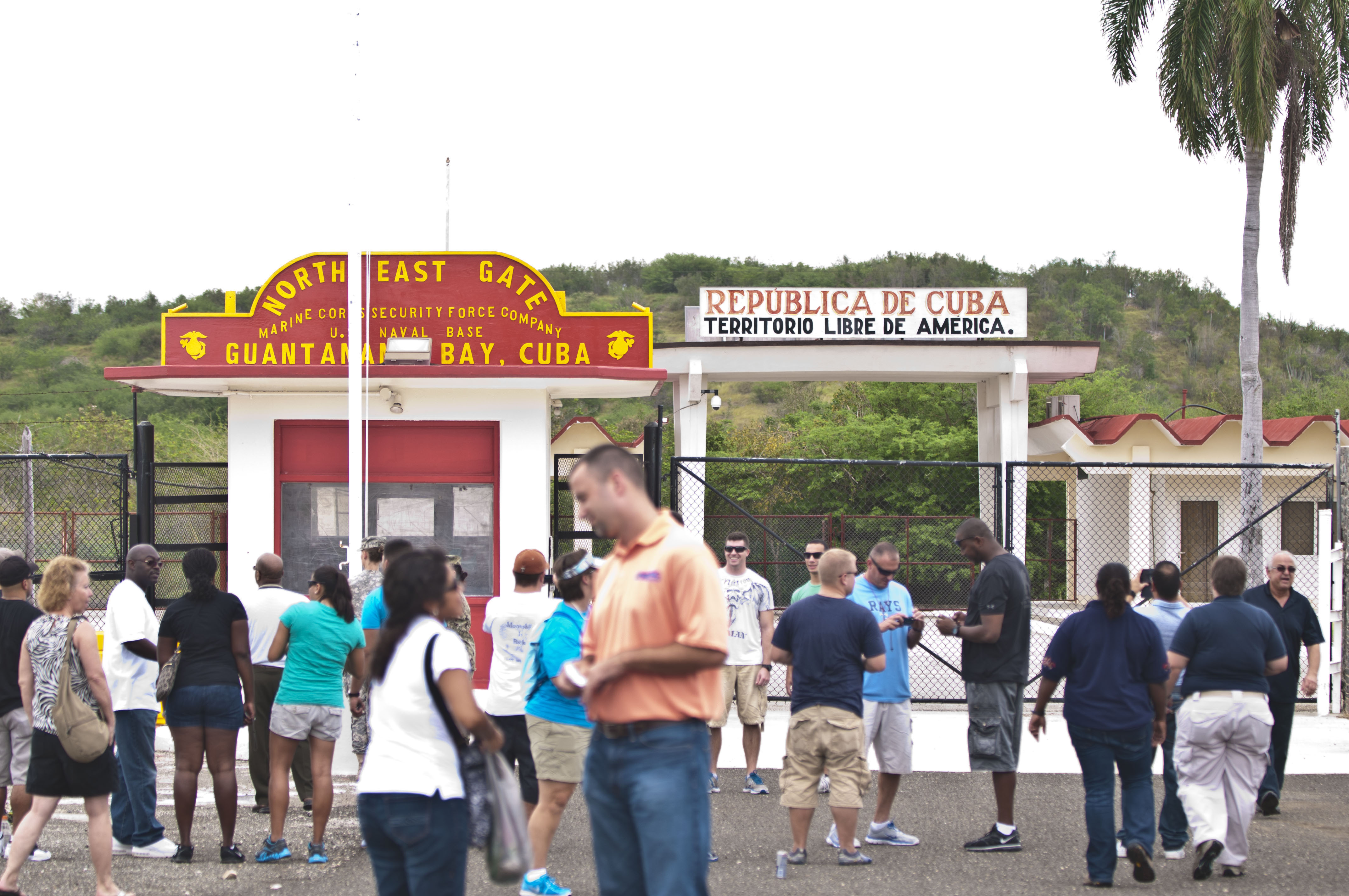
Turistas en el sector estadounidense.
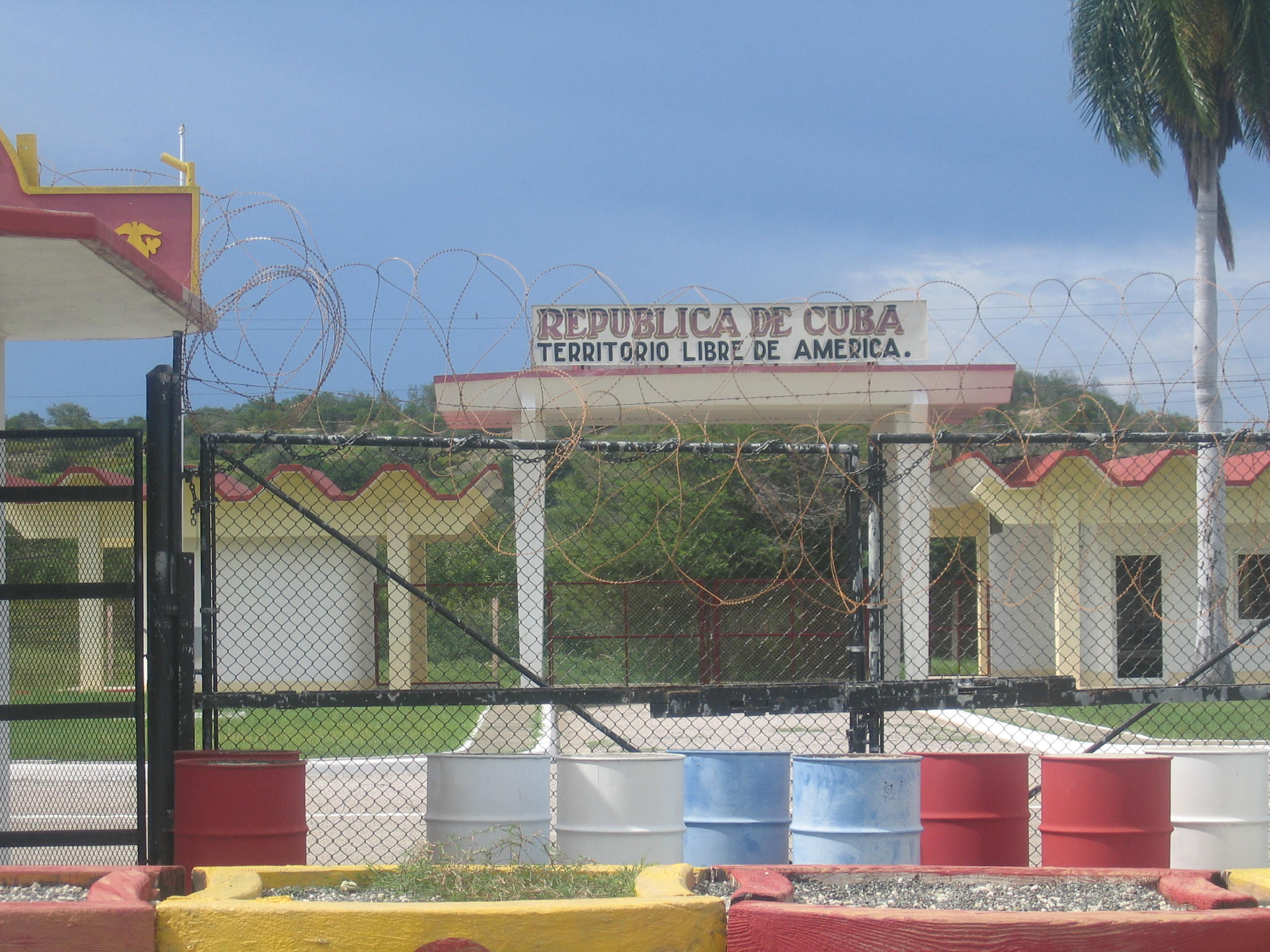
Parte cubana visto desde la parte estadounidense.
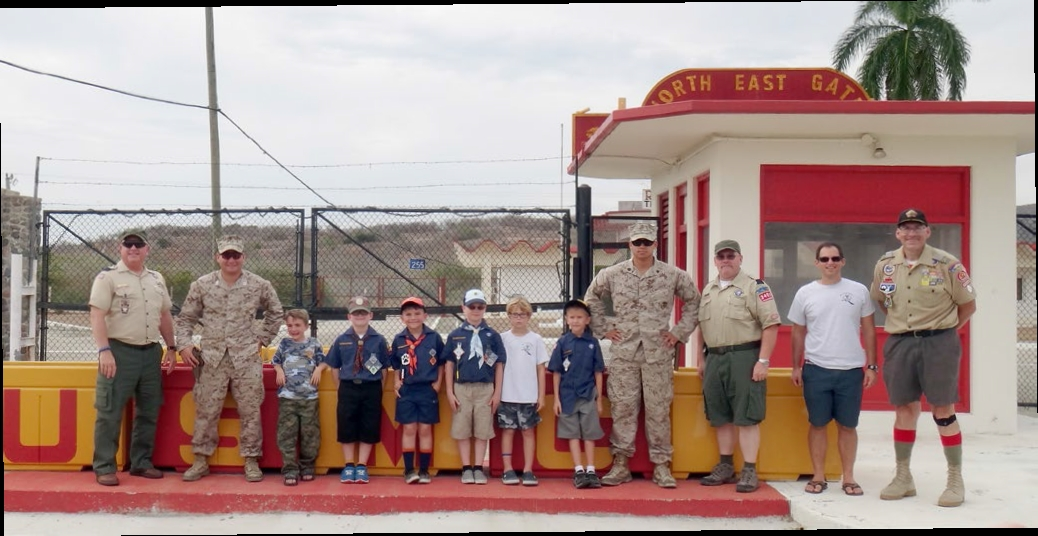
Escultistas estadounidense detrás de la puerta.